# توماس ريد
توماس ريد (بالإنجليزية: Thomas Reid)‏، الحاصل على زمالة الجمعية الملكية في إدنبرة، (7 مايو (أو 26 أبريل بحسب التقويم اليولياني) 1710 –  7 أكتوبر 1796)، كان فيلسوفًا اسكتلنديًا مثقف دينيًا. أسس ريد المدرسة الاسكتلندية للحس السليم، ولعب دورًا مهمًا في التنوير الاسكتلندي. شارك ريد في تأسيس الجمعية الملكية في إدنبرة في عام 1783. عاصر ريد الفيلسوف ديفيد هيوم ووُصف بأنه «أول وأشرس نقاد هيوم».
رأي توماس ريد أن الإدراك الفطري يجب أن يكون هو القاعدة الأساسية التي تقم عليها كل أشكال التحقيقات الفلسفية. اختلف مع هيوم، والذي أكد على أنه ليس من الممكن إطلاقاً التعرف على مكونات عالم خارجي وذلك لأن المعرفة محدودة بأفكار في العقل. كما اختلف ريد مع جورج بيركلي القائل بأنه لا وجود لعالم خارجي وإنما هو مجرد أفكار عقلية. على العكس إذن، فإن توماس ريد رأى بأن الإدراك الفطري كفيل بإثبات وجود عالم خارجي مستقل.
خلال أيام حياته ولمدة معينة في القرن التاسع عشر الميلادي، كان توماس ريد أكثر شهرة وصيتاً من ديفيد هيوم. أيد توماس ريد ودافع عن «الواقعانية المباشرة» و «الواقعانية الإدراكية الفطرية» كما أنه عارض وبشدة «نظرية المُثل» والتي روج لها جون لوك، رينيه ديكارت، والعديد من أعلام الفلسفة الحديثة ممن تبعهما. كان يكن تقديراُ واحتراماً عظيماً لديفيد هيوم، وطلب من صديق له أن يحمل لهيوم مخطوطة من كتابه التحقيق الوارد أعلاه وقد كان تعليق هيوم على العمل بأنه «عميق فلسفياً» و «مكتوب بطريقة حية ومسلية، إلا أن ثمة أخطاء تبدو في المنهج المُتبع فيه» كما أنه انتقد ريد على تلميحه لوجود الأفكار الفطرية الأفلاطونية.
وخلاصة النظرية أننا ندرك حقائق الأشياء الخارجية إدراكاً سليماً بفطرتنا والمعرفة التي تجيء عن هذه الطريق واضحة بذاتها ولا تحتاج إلى برهان. أما فلسفته الخلقية فقائمة على أساس الضمير الذي يدرك الفضيلة بحدس مباشر.

## أعماله الفلسفية

### نبذة عامة
يعتقد ريد أن الحس السليم (بالمعنى الفلسفي الخاص) أساس جميع التحقيقات الفلسفية، أو يجب أن يكون كذلك. اختلف ريد مع هيوم الذي أكد على استحالة معرفتنا لماهية العالم الخارجي لأن معرفتنا مقتصرة على الأفكار الموجودة في عقولنا، واختلف أيضًا مع جورج بيركلي الذي اعتقد أن العالم الخارجي ما هو إلا أفكار في عقولنا. وفي المقابل، زعم ريد أن الأسس التي يُبنى عليها حسنا السليم تبرر إيماننا بوجود عالم خارجي.
اعتُبر ريد أكثر أهميةً من هيوم خلال فترة حياته وحتى القرن التاسع عشر. كان ريد مناصرًا للواقعية المباشرة أو الواقعية المنطقية، وانتقد بشدة نظرية الأفكار (المثالية) التي دعا إليها جون لوك ورينيه ديكارت وجميع فلاسفة بداية العصر الحديث الذين جاؤوا بعدهم تقريبًا. أُعجب ريد بهيوم، وأرسل له مخطوطة قديمةً من تحقيقاته عن طريق صديق مشترك. قال هيوم إن تحقيق ريد «مكتوب بطريقة مسلية وواقعية»، لكنه لاحظ وجود «بعض العيوب في الأسلوب»، وانتقد أيضًا عقيدة ريد بسبب تلميحها إلى وجود أفكار فطرية. (ص 257 – 256).

### نظرية توماس ريد حول الحس السليم
كان لنظرية ريد حول المعرفة تأثير قوي على نظريته في الأخلاق. رأى ريد في النظرية الأبستمولوجية جزءًا تمهيديًا للأخلاقيات العملية، فعندما ترسخ الفلسفة معقداتنا المشتركة لا يصبح بإمكاننا سوى التصرف وفقًا لها لأننا نعلم ما هو الصواب. تعيد فلسفة ريد الأخلاقية إلى أذهاننا الرواقية الرومانية، التي أولت أهميةً لفعالية الذات وضبط النفس. يقتبس ريد أحيانًا من شيشرون، الذي استحدث مصطلح «الحس السليم». رد ريد على حجج هيوم المتشككة والطبيعية من خلال سرده لمجموعة من مبادئ الحس السليم التي تشكل أسس الفكر العقلاني. ينبغي على من ينخرط في حجة فلسفية ما مثلًا أن يفترض ضمنيًا ومسبقًا معتقدات معينة مثل «أنا أتحدث إلى شخص حقيقي» و«هناك عالم خارجي لا تتغير قوانينه» وغيرها من الادعاءات الإيجابية والجوهرية الأخرى. لا يعتقد ريد أن الإيمان بحقيقة هذه المبادئ أمرًا عقلانيًا، إذ يتطلب العقل نفسه وجود هذه المبادئ بوصفه شروط مسبقة، كما يفعل «التكوين» الفطري للعقل البشري. وبالتالي، يعتقد ريد أن الإيمان بمبادئ الحس السليم هو اختبار حقيقي لسلامة العقل (لربما يكون هذا الموقف ساخرًا وردًا على هيوم وبيركلي). على سبيل المثال، يقول ريد في كتابه القوى الفكرية للإنسان: «قبل أن يستطيع البشر التفاهم سويةً، ينبغي أن يتفقوا أولًا على المبادئ الأولى، إذ يستحيل أن يتفاهم إنسان مع آخر دون أن يتشاركا مبادئ واحدة». سرد ريد مجموعة من المبادئ الأولى، إذ جاء فيها: «يجب أن تتبع الصفات إلى شيء ذو شكل، ولون، خشن أو أملس، متحرك أو مقاوم. نحن نسمي الجسد وفقًا لذاته وليس لصفاته. إن رأى شخص ما في إنكار وجود صفات أو ذات لهذه الأشياء أمرًا مناسبًا، أتركه يتمتع برأيه بصفته رجلًا ينكر المبادئ الأولى ولا يمكن التفاهم معه».
طرح ريد حججًا إيجابيةً مبنيةً على البصيرة الفينومينولوجية بغرض تقديم مزيج جديد من الواقعية المباشرة وفلسفة اللغة العادية. أكد ريد في فقرة نموذجية في كتابه القوى الفكرية للإنسان أنه يتخيل حيوانًا عند تصوره لقنطور على الرغم من أن لا فكرة تساوي حيوانًا، لذا فهو لا يتصور فكرةً بل قنطورًا. تستند هذه النقطة إلى كل من توصيف التجربة الذاتية لتصور الشيء وتوصيف ما نعنيه عندما نستخدم الكلمات. رأى ريد في فلسفته معرفةً متاحةً أمام العامة من خلال التأمل الذاتي والفهم الصحيح لكيفية استخدام اللغة، لذا اعتقد أنها فلسفة الحس السليم.